# Joan Bellmunt i Figueras
Joan Bellmunt i Figueras (Puiggròs, les Garrigues 1950) és un etnògraf català.
Entre l'1 d'abril de 2005 i el 30 de novembre de 2007 va col·laborar amb el diari La Mañana, en la publicació: Un poble cada di en el qual cada dia de l'any publicava un petit resum de la història i situació actual d'un poble de la província de Lleida.
El 2001 va rebre la Creu de Sant Jordi.

## Obres destacades
És autor d'un centenar de llibres de temàtica diversa.
- Cop d'ull a la Història de Lleida (1991)
- Fets, costums i llegendes. Vall d'Aran. Refranys (1992)
- Calendari tradicional de les Comarques de Lleida (2002)
- 500 històries i llegendes de les terres de Lleida (2004)
- Viles, pobles, ciutats i llogarrets de les terres de Lleida (2007)